# Ruairi O’Connor
Ruairi O’Connor (irisch Ruairí O’Connor; * 9. Juli 1991 in Howth, County Dublin) ist ein irischer Schauspieler.

## Karriere
Ruairi O’Connor beendete 2015 seine Ausbildung mit einem Bachelor-Abschluss an der Schauspielschule des Trinity College. Bereits 2012 hatte er eine Rolle in der Filmproduktion What Richard Did verkörpert.
Anschließend spielte O’Connor in diversen Fernsehproduktionen mit, ehe er 2016 in Handsome Devil eine weitere Rolle spielen konnte. 2018 stand er an der Seite von Elle Fanning und Rebecca Hall in Teen Spirit vor der Kamera. Von 2019 bis 2020 verkörperte er in der historischen Fernsehserie The Spanish Princess den englischen König Heinrich VIII.
2021 schaffte O’Connor außerdem den Sprung in die US-amerikanischen Filmlandschaft und spielte im Horrorfilm Conjuring 3: Im Bann des Teufels die Rolle des mutmaßlich von Dämonen besessenen Mörders Arne Cheyenne Johnson. Im selben Jahr übernahm er eine Hauptrolle in der Fernsehserie The Morning Show. 
O’Connor lebt abwechselnd in Dublin und London. Er ist derzeit mit seiner Schauspielkollegin Charlotte Hope liiert. 

## Filmografie
- 2012: What Richard Did
- 2015: Tinderface (Fernsehserie)
- 2016: Handsome Devil
- 2016: Can’t Cope, Won’t Cope (Fernsehserie, 1 Folge)
- 2016: My Mother and Other Strangers (Fernsehserie, 3 Folgen)
- 2016–2018: Delicious (Fernsehserie, 7 Folgen)
- 2017: Aquilo (Kurzfilm)
- 2018: Teen Spirit
- 2018: Scare Maze - Mini Nightmares (Kurzfilm)
- 2019–2020: The Spanish Princess (Fernsehserie, 16 Folgen)
- 2020: The Postcard Killings
- 2021: Conjuring 3: Im Bann des Teufels (The Conjuring: The Devil Made Me Do It)
- 2021: The Morning Show (Fernsehserie, 10 Folgen)
- 2024: King Frankie
- 2025: Sandman (The Sandman, Fernsehserie, 2 Folgen)